# Championnats d'Afrique de judo 2022
Navigation
Édition précédente Édition suivante
Les Championnats d'Afrique de judo 2022 se déroulent du  26 au 29 mai 2022 au  Centre de conventions Mohamed Benahmed d'Oran.
La compétition sert de test event pour les Jeux méditerranéens de 2022 prévus à l'été.

## Podiums

### Femmes
| Épreuves                          | Or                     | Argent                        | Bronze                                                 |
| --------------------------------- | ---------------------- | ----------------------------- | ------------------------------------------------------ |
| Moins de 48 kg poids super-légers | Priscilla Morand (MRI) | Oumaima Bedioui (TUN)         | Geronay Whitebooi (RSA) Imène Rezzoug (ALG)            |
| Moins de 52 kg poids mi-légers    | Faïza Aissahine (ALG)  | Djamila Silva (CPV)           | Charné Griesel (RSA) Soumiya Iraoui (MAR)              |
| Moins de 57 kg poids légers       | Yamina Halata (ALG)    | Christianne Legentil (MRI)    | Zouleiha Abzetta Dabonné (CIV) Jasmine Martin (RSA)    |
| Moins de 63 kg poids mi-moyens    | Amina Belkadi (ALG)    | Sarah Harachi (MAR)           | Audrey Jeannette Etoua Biock (CMR) Meriem Bjaoui (TUN) |
| Moins de 70 kg poids moyens       | Nihel Landolsi (TUN)   | Souad Bellakehal (ALG)        | Zita Ornella Biami (CMR) Maria Niangi (ANG)            |
| Moins de 78 kg poids mi-lourds    | Kaouthar Ouallal (ALG) | Ayuk Otay Arrey Sophina (CMR) | Georgika Wesly Djengue Moune (CMR) Hafsa Yatim (MAR)   |
| Plus de 78 kg poids lourds        | Sarra Mzougui (TUN)    | Monica Sagna (SEN)            | Meroua Mammeri (ALG) Sonia Asselah (ALG)               |

### Hommes
| Épreuves                          | Or                             | Argent                          | Bronze                                                   |
| --------------------------------- | ------------------------------ | ------------------------------- | -------------------------------------------------------- |
| Moins de 60 kg poids super-légers | Youssry Samy (EGY)             | Fraj Dhouibi (TUN)              | Younes Saddiki (MAR) Billel Yagoubi (ALG)                |
| Moins de 66 kg poids mi-légers    | Edmilson Pedro (ANG)           | Abderrahmane Boushita (MAR)     | Imad Bassou (MAR) Steven Mungandu (ZAM)                  |
| Moins de 73 kg poids légers       | Messaoud Dris (ALG)            | Houd Zourdani (ALG)             | Hassan Doukkali (MAR) Aleddine Ben Chalbi (TUN)          |
| Moins de 81 kg poids mi-moyens    | Achraf Moutii (MAR)            | Wajdi Hajji (TUN)               | Abdelrahman Abdelghany (EGY) Aghiles-Imad Benazoug (ALG) |
| Moins de 90 kg poids moyens       | Abderrahmane Benamadi (ALG)    | Thomas-Laszlo Breytenbach (RSA) | Rémi Feuillet (MRI) Ali Hazem (EGY)                      |
| Moins de 100 kg poids mi-lourds   | Koussay Ben Ghares (TUN)       | Mustapha Yasser Bouamar (ALG)   | Koffi Krémé Kobena (CIV) Seidou Nji Mouluh (CMR)         |
| Plus de 100 kg poids lourds       | Mohamed Sofiane Belrekaa (ALG) | Wahib Hdiouech (TUN)            | Mohamed Aborakia (EGY) Mbagnick Ndiaye (SEN)             |

### Par équipes
| Épreuves | Or | Argent | Bronze |
| -------- | --- | --- | --- |
| Mixte    | Algérie- Yamina Halata - Messaoud Radouane Dris - Souad Bellakehal - Sonia Asselah - Abderrahmane Benamadi - Mohamed Sofiane Belrekaa | Sénégal- Marie-Jeanne Seck - Léa Buet - Monica Sagna - Khadija Sonko - Anna Siga Faye - Gorgui Sarr - Saliou Ndiaye - Serigne Gaye - Abderhamane Diao - Mbagnick Ndiaye | Maroc- Yousra El Bouhairi - Soumiya Iraoui - Sarah Harachi - Hafsa Yatim - Abderrahmane Boushita - Hamza Abdallaoui - Achraf Moutii - Zouhair Esseryry                            |
| Mixte    | Algérie- Yamina Halata - Messaoud Radouane Dris - Souad Bellakehal - Sonia Asselah - Abderrahmane Benamadi - Mohamed Sofiane Belrekaa | Sénégal- Marie-Jeanne Seck - Léa Buet - Monica Sagna - Khadija Sonko - Anna Siga Faye - Gorgui Sarr - Saliou Ndiaye - Serigne Gaye - Abderhamane Diao - Mbagnick Ndiaye | Cameroun- Jeanne Louise Nkou Mballa - Zita Ornella Biami - Ayuk Otay Arrey Sophina - Paul Jouel Alima Fouda - Kevin Budain - Erick Jean Sebastien Omgba Fouda - Seidou Nji Mouluh |

## Tableau des médailles
- Pays organisateur ( Algérie)

| Rang  | Nation         | Or | Argent | Bronze | Total |
| ----- | -------------- | -- | ------ | ------ | ----- |
| 1     | Algérie        | 8  | 3      | 5      | 16    |
| 2     | Tunisie        | 3  | 4      | 2      | 9     |
| 3     | Maroc          | 1  | 2      | 6      | 9     |
| 4     | Maurice        | 1  | 1      | 1      | 3     |
| 5     | Égypte         | 1  | 0      | 3      | 4     |
| 6     | Angola         | 1  | 0      | 1      | 2     |
| 7     | Cameroun       | 0  | 1      | 5      | 6     |
| 8     | Afrique du Sud | 0  | 1      | 3      | 4     |
| 9     | Sénégal        | 0  | 2      | 1      | 3     |
| 10    | Cap-Vert       | 0  | 1      | 0      | 1     |
| 11    | Côte d'Ivoire  | 0  | 0      | 2      | 2     |
| 12    | Zambie         | 0  | 0      | 1      | 1     |
| Total | Total          | 14 | 14     | 28     | 61    |

## Kata
| Épreuves       | Or                                                 | Argent                                       | Bronze                                                      |
| -------------- | -------------------------------------------------- | -------------------------------------------- | ----------------------------------------------------------- |
| Nage No Kata   | Algérie (Merouane Bouguettaya - Nacer Bouguettaya) | Algérie (Mohamed Akil - Rabie Kohli)         | Afrique du Sud (Erasmus Reece-Hunter - Moagi junior Molefe) |
| Kime No Kata   | Algérie (Rachid Messaâdia - Karim Touati)          | Algérie (Hacene Zemouri - Halim Zaabat)      | Afrique du Sud (Erasmus Reece-Hunter - Moagi junior Molefe) |
| Katame No Kata | Algérie (Lahcenet Bennaceur - Brahim Belloti)      | Algérie (Djamel Benmerzoug - Mossab Meziani) | Algérie (Ammar Khelloufi - Khaled Meslem)                   |
| Goshin Jutsu   | Algérie (Brahim Belloti - Mohamed Akil)            | Algérie (Khaled Meksem - Amar Khaloufi)      | Algérie (Habi Belkadi - Mohamed Medjehed)                   |
| Ju No Kata     | Algérie (Samia Allegue - Hamza Tebani)             | Algérie (Messaouda Belhadj - Fares Haddadi)  | -                                                           |